# Route asiatique 81
Pour les articles homonymes, voir Route 81.
La route asiatique 81 (AH 81) est une route du réseau routier asiatique longue de 1 143 km et allant de Kazbegui-Zemo Larsi en Géorgie jusqu'à Bakou et Azerbaïdjan, avec une liaison par traversier à Aktau au Kazakhstan.

## Routes
La route est composée de tronçons des routes suivantes :

### Géorgie
- : Larsi - Natakhtari
- : Natakhtari - Mtskheta
- : Mtskheta - Tbilisi - Roustavi
- : Roustavi - Tbilisi
- : Tbilisi - Marneuli
- : Marneuli - Sadakhlo

### Arménie
- Մ3: Dzoramut - Vanadzor - Ashtarak
- Մ1: Ashtarak - Erevan
- Մ2: Erevan - Agarak

### Azerbaïdjan
- : Sadarak
- : Sadarak - Nakhitchevan
- : Nakhchivan - Djoulfa - Ordubad - Kilit

### Arménie
- Մ2: Agarak - Meghri
- Մ17: Meghri - Nrnadsor
- Հ49: Nrnadsor - Aghbend

### Azerbaïdjan
- : Aghbend - Mərcanlı - Horadiz - Hacıqabul
- : Hacıqabul - Ələt - Bakou

### Kazakhstan
- : Bakou - Aktaou

## Tracé de la AH81
- Larsi
- Tbilissi
- Ptghavan
- Ptghavan
- Sadarak
- Djoulfa
- Agarak
- Agarak
- Aghbend
- Bakou
- Aktaou
- Munayshi